# Autolux
Gli Autolux sono un gruppo musicale statunitense formatosi nel 2000 a Los Angeles. La band unisce influenze elettroniche, noise pop, post-punk e shoegaze nella propria musica. Finora gli Autolux hanno pubblicato tre album in studio e due EP.

## Formazione
- Eugene Goreshter – voce, basso
- Greg Edwards – chitarra, voce secondaria
- Carla Azar – batteria, voce secondaria

## Discografia

### Album in studio
- 2004 – Future Perfect
- 2010 – Transit Transit
- 2016 – Pussy's Dead

### Album dal vivo
- 2016 – Live at Third Man Records

### Raccolte
- 2024 – Demos (2001-2002)

### EP
- 2001 – Demonstration

### Singoli
- 2004 – Here Comes Everybody
- 2010 – Supertoys
- 2010 – The Bouncing Wall/Census
- 2015 – Soft Scene
- 2015 – Change My Head
- 2016 – Brainwasher
- 2016 – Prefuse 73 Remix